# ماگنوس جانسون
ماگنوس جانسون (به انگلیسی: Magnus Johnson) سناتور سابق عضو حزب کشاورز-کارگر بود. وی در سال ۱۹۲۳ تا ۱۹۲۵ میلادی سناتور ایالت مینه‌سوتا در سنای ایالات متحده آمریکا بود.